# Desa Walahar (administrativ by i Indonesien, lat -6,38, long 107,37)
Desa Walahar är en administrativ by i Indonesien.   Den ligger i provinsen Jawa Barat, i den västra delen av landet, 60 km öster om huvudstaden Jakarta.